# 2013年の文学
2013年の文学（2013ねんのぶんがく）では、2013年（平成25年）の文学に関する出来事について記述する。

## できごと
- 1月4日 - 桜木紫乃の『ホテルローヤル』（集英社）が発売される[1]。同書はトーハン発表の「2013年年間ベストセラー」総合14位を記録した[2]。
- 1月16日 - 第148回芥川龍之介賞・直木三十五賞（2012年下半期）の選考委員会開催。
- 2月 - 川端康成の未発表小説『勤王の神』の自筆原稿が鶴見大学図書館で確認された。
- 2月 - 川端康成の新聞初連載小説『美しい！』（1927年、福岡日日新聞）が研究者により確認された。
- 4月7日 - NHKラジオ第2で『英語で読む村上春樹』の放送開始。
- 4月12日 - 村上春樹の『色彩を持たない多崎つくると、彼の巡礼の年』（文藝春秋）が発売される。同書はトーハン発表の「2013年年間ベストセラー」総合2位を記録した[2]。
- 5月13日 - 伊藤整文学賞の選考会開催。
- 5月26日 - 第26回三島由紀夫賞・山本周五郎賞の選考会開催。
- 7月17日 - 第149回芥川龍之介賞・直木三十五賞（2013年上半期）の選考委員会開催。

## 受賞

### 日本国内
- 第148回（2012年下半期）芥川賞・直木賞 （1月）
  - 芥川賞 - 黒田夏子『abさんご』
  - 直木賞 - 朝井リョウ『何者』、安部龍太郎『等伯』
- 第149回（2013年上半期）芥川賞・直木賞 （7月）
  - 芥川賞 - 藤野可織『爪と目』
  - 直木賞 - 桜木紫乃『ホテルローヤル』
- 谷崎潤一郎賞（第49回） - 川上未映子『愛の夢とか』
- 泉鏡花文学賞（第41回） - 磯崎憲一郎『往古来今』
- 群像新人文学賞（第56回） - 該当作なし
- 野間文芸新人賞（第35回） - いとうせいこう『想像ラジオ』
- 読売文学賞（第64回） - 多和田葉子、松家仁之、ヤン・ヨンヒ、池内紀、和田悟朗、亀山郁夫、宮下志朗
- 吉川英治文学賞（第47回） - 小池真理子『沈黙のひと』
- 吉川英治文学新人賞（第34回） - 伊東潤『国を蹴った男』、月村了衛『機能警察 暗黒市場』
- 日本推理作家協会賞（第66回）
  - 長編及び連作短編集部門 - 山田宗樹『百年法』
  - 短編部門 - 若竹七海 「暗い越流」
  - 評論その他の部門 - 諏訪部浩一 『『マルタの鷹』講義』
- 江戸川乱歩賞（第59回） - 竹吉優輔『ブージャム狩り』
- すばる文学賞（第37回） - 奥田亜希子「アナザープラネット」、 金城孝祐「完全な銀」
- 三島由紀夫賞（第26回） - 村田沙耶香『しろいろの街の、その骨の体温の』
- 山本周五郎賞（第26回） - 小野不由美『残穢』
- 柴田錬三郎賞（第26回） - 東野圭吾『夢幻花』
- 伊藤整文学賞（第24回） - 辻原登『冬の旅』、三木卓『K』
- 大宅壮一ノンフィクション賞（第44回） - 船橋洋一『カウントダウン・メルトダウン』
- 鮎川信夫賞（第4回） - 四元康祐『日本語の虜囚』、坪井秀人『性が語る』

### 日本国外
- ノーベル文学賞 -  アリス・マンロー
- ブッカー賞 -  エレノア・カットン『The Luminaries』
- フランツ・カフカ賞 -  アモス・オズ
- ジェイムズ・テイト・ブラック記念賞（2012年度） -  アラン・ワーナー 『The Deadman's Pedal』
- エルサレム賞 -  アントーニオ・ムーニョス・モリーナ
- アストゥリアス皇太子賞 -  アントーニオ・ムーニョス・モリーナ（文学部門）

## 2013年の本

### 小説
- いとうせいこう 『想像ラジオ』（河出書房新社）
- 小川洋子 『いつも彼らはどこかに』（新潮社）
- 角田光代 『私のなかの彼女』（新潮社）
- 川上弘美 『なめらかで熱くて甘苦しくて』（新潮社）
- 川上未映子 『愛の夢とか』（講談社）
- 黒田夏子 『abさんご』（文藝春秋）
- 桜木紫乃 『ホテルローヤル』（集英社）
- 島本理生『よだかの片想い』（集英社）
- 高橋源一郎 『銀河鉄道の彼方に』（集英社）
- 筒井康隆 『聖痕』（新潮社）
- 中島京子 『妻が椎茸だったころ』（講談社）
- 花房観音 『恋地獄』（KADOKAWA）
- 姫野カオルコ 『昭和の犬』（幻冬舎）
- 宮部みゆき 『ペテロの葬列』（集英社）
- 村上春樹 『色彩を持たない多崎つくると、彼の巡礼の年』（文藝春秋）
- 村上春樹・カット・メンシック 『パン屋を襲う』（新潮社）
- 村田喜代子 『ゆうじょうこう』（新潮社）
- 柚木麻子 『ランチのアッコちゃん』（双葉社）
- よしもとばなな 『さきちゃんたちの夜』（新潮社）
- 和田竜 『村上海賊の娘』（新潮社）

### その他
- 内田樹 『修業論』（光文社）
- 小笠原豊樹 『マヤコフスキー事件』（河出書房新社）
- 北原みのり 『さよなら、韓流』（河出書房新社）
- 君島久子・後藤仁 『犬になった王子』（岩波書店）
- 宮藤官九郎・安斎肇 『WASIMO』（小学館）
- 沢木耕太郎 『流星ひとつ』（新潮社）
- 町山智浩 『トラウマ恋愛映画入門』（集英社）

## 死去

### 1月 - 3月
- 1月5日 - ソル・ユーリック（英語版）、アメリカの小説家（*1925年）
- 1月5日 - 佐藤亜有子、日本の小説家（* 1969年）
- 1月8日 - 宮川やすえ、日本の翻訳家（ロシア児童文学）（* 1926年）
- 1月10日 - 原田青児、日本の俳人（* 1919年）
- 1月17日 - ヤーコプ・アルユーニ、ドイツの小説家、推理作家、劇作家。48歳没。
- 1月22日 - 常盤新平、岩手県出身の作家、翻訳家、アメリカ文化研究者。81歳没。
- 1月25日 - 四至本愛子、福島県出身のジャーナリスト。四至本八郎の妻。大伴昌司の母。102歳没。
- 1月26日 - 安岡章太郎、日本の小説家。92歳没。
- 2月上旬? - 今邑彩、日本の小説家（* 1955年）
- 2月11日 - 殊能将之、福井県出身の小説家（* 1964年）
- 2月14日 - 鳥越信、兵庫県出身の児童文学者（* 1929年）
- 3月6日 - 辻亮一、日本の小説家（* 1914年）
- 3月7日 - 今井泉、日本の小説家（* 1935年）
- 3月12日 - 北原亞以子、東京市出身の小説家。75歳没[3]。
- 3月21日 - チヌア・アチェベ、ナイジェリアの小説家（* 1930年）

### 4月 - 6月
- 4月3日 - ルース・プラワー・ジャブヴァーラ、ドイツ出身のユダヤ系の脚本家・小説家。1975年にブッカー賞を受賞。85歳没。
- 4月19日 - E・L・カニグズバーグ、アメリカの児童文学者（* 1930年）
- 4月27日 - 佐野洋、日本の推理作家（* 1928年）
- 6月6日 - なだいなだ、日本の小説家・精神科医（* 1929年）
- 6月8日 - ヨラム・カニュク（英語版）、イスラエルの作家・詩人（* 1930年）
- 6月9日 - イアン・バンクス、スコットランドの著作家。59歳没。
- 6月23日 - リチャード・マシスン、アメリカの小説家・脚本家。87歳没。

### 7月 - 9月
- 7月12日 - 高橋たか子、京都府出身の小説家。81歳没[4]。
- 7月28日 - 戸井十月、日本の作家・ルポライター。64歳没。
- 8月20日 - エルモア・レナード、アメリカの小説家・脚本家。87歳没。
- 8月30日 - シェイマス・ヒーニー、アイルランドの詩人。1995年にノーベル文学賞を受賞した。74歳没。
- 9月18日 - マルツェル・ライヒ＝ラニツキ、ポーランド出身のドイツの文芸評論家。93歳没。
- 9月22日 - アルバロ・ムティス、コロンビアの詩人・小説家。90歳没。
- 9月29日 - 山崎豊子、大阪府出身の小説家。88歳没。

### 10月 - 12月
- 10月1日 - トム・クランシー、アメリカの作家。66歳没。
- 10月2日 - 秋山駿、日本の文芸評論家。83歳没。
- 10月13日 - やなせたかし、日本の絵本作家・漫画家。94歳没[5]。
- 11月17日 - ドリス・レッシング、イギリスの作家。2007年にノーベル文学賞を受賞した。94歳没。
- 12月4日 - 樋口茂子、静岡県出身の作家。85歳没。
- 12月5日 - コリン・ウィルソン、イギリスの小説家、評論家。82歳没。
- 12月21日 - 渡辺一民、東京府出身のフランス文学者。81歳没。